# Томпсон, Эрик (автогонщик)
Э́рик То́мпсон (англ. Eric Thompson, 4 ноября 1919, Сербитон — 22 августа 2015, Гилфорд) — британский автогонщик, пилот Формулы-1. Один из трёх пилотов Формулы-1, набравших очки во всех своих Гран-при.

## Биография
Родился в Диттон-Хилле, графство Суррей. По профессии он был брокером в страховой компании Lloyd's of London. За свою работу Томпсон получал высокие награды.
Автоспорт был увлечением Эрика с молодых лет, и в 1948 году он провёл свою первую гонку — 12 часов Парижа в Монтлери. Его автомобилем был HRG. В 1949 году, также за рулём HRG, Томпсон дебютировал в Ле-Мане, где занял 2 место в своём классе и 8 место в общем зачёте, и стал победителем гонки 24 часов Спа в своём классе. Партнёром Томпсона в обеих гонках был Джек Фэйрмен.
В 1950 году присоединился к автогоночной команде Aston Martin. Эрик выступал в гонках спорткаров, а также в Формуле-3. Гонщик занял третье место в Ле-Мане 1951 вместе с Лэнсом Маклином. Он продолжал выступать в гонках и за рулём HRG.
В 1952 году партнёром Томпсона по гонкам 24 часов Ле-Мана и 9 часов Гудвуда был Редж Парнелл. В Гудвуде машина Томпсона задымилась, когда он заехал в боксы, чтобы отдать машину напарнику. Парнелл вытащил Томпсона из машины. Этим он спас Эрику жизнь — вскоре машина взорвалась. Кроме того, Эрик Томпсон стал выступать за автогоночную команду Connaught в Formula Libre, а в июле 1952 года провёл свою единственную гонку Формулы-1 — Гран-при Великобритании. В ней он финишировал пятым и набрал 2 очка. Таким образом, Эрик Томпсон является одним из трёх пилотов Формулы-1, которые набирали очки во всех своих Гран-при. Двумя другими являются Дорино Серафини и Оскар Гальвес.
В 1953 году выиграл 9 часов Гудвуда с Реджем Парнеллом за рулём Aston Martin DB3S. В 1954 году провёл свой последний сезон в Aston Martin, а в 1955 году состоялось его последнее выступление в Ле-Мане.
В 1956 году ушёл из автоспорта, чтобы сконцентрироваться на работе в Lloyd's of London. Там он проработал до 1980 года. Эрик Томпсон имел свой собственный магазин по продаже книг об автоспорте.
В 2013 году был включён в Зал славы Ле-Мана как старейший из ныне живущих британский гонщик, выступавший в легендарной серии.

## Таблица выступлений в автоспорте

### Формула-1
| Легенда к таблице |                                                                    |
| --- | ------------------------------------------------------------------ |
| В таблице перечислены результаты всех Гран-при Формулы-1, в которых принимал участие гонщик. Строками таблицы являются сезоны, столбцами — этапы чемпионата мира. В каждой клетке указаны сокращённое название этапа и результат, дополнительно обозначенный цветом. Расшифровка обозначений и цветов представлена в нижеследующей таблице. |                                                                    |
| \| Пример \| Описание \| \| ------------ \| ------------------------------------------------------------------ \| \| 1 \| Победитель \| \| 2 \| Второе место \| \| 3 \| Третье место \| \| 5 \| Финишировал, заработав очки \| \| Сход \| Не финишировал, но при этом заработал очки \| \| 12 \| Финишировал, не получив очков \| \| НКЛ \| Финишировал, но не попал в финальную классификацию \| \| 15 \| Участвовал вне зачёта, либо по отдельной классификации \| \| 18 \| Не финишировал, но попал в финальную классификацию \| \| Сход \| Не финишировал \| \| НКВ \| Не прошёл квалификацию \| \| НПКВ \| Не прошёл предквалификацию \| \| ДСК \| Дисквалифицирован \| \| ИСК \| Исключён из протокола соревнований \| \| ТТ \| Заявлен для участия только в тренировках \| \| НС \| Участвовал в квалификации, но не стартовал в гонке \| \| Т \| Травмирован или болен \| \| ОТК \| Отказ от участия \| \| НТР \| Прибыл на соревнования, но на трассу не выезжал \| \| НПР \| Был заявлен в числе участников, но не прибыл к началу соревнований \| \| О \| Соревнования отменены \| \| \| Не участвовал \| \| Поул-позиция \| \| \| Быстрый круг \| \| |                                                                    |
| Пример | Описание                                                           |
| 1 | Победитель                                                         |
| 2 | Второе место                                                       |
| 3 | Третье место                                                       |
| 5 | Финишировал, заработав очки                                        |
| Сход | Не финишировал, но при этом заработал очки                         |
| 12 | Финишировал, не получив очков                                      |
| НКЛ | Финишировал, но не попал в финальную классификацию                 |
| 15 | Участвовал вне зачёта, либо по отдельной классификации             |
| 18 | Не финишировал, но попал в финальную классификацию                 |
| Сход | Не финишировал                                                     |
| НКВ | Не прошёл квалификацию                                             |
| НПКВ | Не прошёл предквалификацию                                         |
| ДСК | Дисквалифицирован                                                  |
| ИСК | Исключён из протокола соревнований                                 |
| ТТ | Заявлен для участия только в тренировках                           |
| НС | Участвовал в квалификации, но не стартовал в гонке                 |
| Т | Травмирован или болен                                              |
| ОТК | Отказ от участия                                                   |
| НТР | Прибыл на соревнования, но на трассу не выезжал                    |
| НПР | Был заявлен в числе участников, но не прибыл к началу соревнований |
| О | Соревнования отменены                                              |
| | Не участвовал                                                      |
| Поул-позиция |                                                                    |
| Быстрый круг |                                                                    |

| Сезон | Команда               | Шасси            | Двигатель              | 1   | 2   | 3   | 4   | 5     | 6   | 7   | 8   | Место | Очки |
| ----- | --------------------- | ---------------- | ---------------------- | --- | --- | --- | --- | ----- | --- | --- | --- | ----- | ---- |
| 1952  | Connaught Engineering | Connaught Type A | Lea-Francis Straight-4 | ШВА | 500 | БЕЛ | ФРА | ВЕЛ 5 | ГЕР | НИД | ИТА | 16    | 2    |